# Barbara Tissier
Pour les articles homonymes, voir Tissier.
Barbara Tissier est une actrice et directrice artistique française.
Spécialisée dans le doublage, elle est notamment la voix française régulière de Cameron Diaz, Rhona Mitra, Julie Ann Emery, Jennie Garth et Raven-Symoné. Elle a également prêté sa voix à de nombreux films et séries d'animation, parmi lesquels la saga Toy Story (Jessie), la saga de Shrek (la princesse Fiona), la série Princesse Sarah (rôle-titre) et de nombreux Disney (La Belle et le Clochard, Cendrillon, Taram et le chaudron magique, Basil, détective privé…).
Elle a été membre du jury du festival « Voix d'étoiles » 2016 à Port Leucate. Elle est aussi connue pour être, depuis 1996, la voix de Mémé ainsi que celle de Pimprenelle dans Bonne nuit les petits, entre 1994 et 1997.
Depuis 2015, elle est également la voix de la jeune adulte Leia Organa dans les films, séries et jeux vidéo de l'univers Star Wars.
Elle est également la voix de Isobel Veloise du jeu MMO The Elder Scrolls Online.

## Biographie
Barbara Tissier a suivi le cours de Jean-Laurent Cochet. Ses enfants, Camille et Jules Timmerman, sont eux aussi actifs dans le doublage.

## Théâtre
- 1995 : Les Deux Timides d'Eugène Labiche, mise en scène Annabelle Roux, Théâtre de Nesle
- 2012 : Le Repas des fauves de Vahé Katcha, mise en scène Julien Sibre, théâtre Michel
- 2016 : Le Sacrifice du cheval de Michaël Cohen, mise en scène Tristan Petitgirard, Festival d'Avignon off
- 2019 : La Cagnotte d'Eugène Labiche, mise en scène Thierry Jahn, Théâtre du Lucernaire

## Filmographie
- 1982 : Passion de Jean-Luc Godard
- 1988 : Mystères et bulles de gomme (série télévisée) : Emmanuelle Ronsin
- 1993 : Carences de David Rozenberg : Viviane
- 1994 : Le Silence du scarabée, court métrage de Catherine Beuve-Méry
- Le Gardien, court métrage de Jean-Michel Scarpa

## Doublage
Note : Les années inscrites en italique correspondent aux sorties initiales des films dont Barbara Tissier a assuré le redoublage ou le doublage tardif.

### Cinéma

#### Films
- Cameron Diaz dans (16 films) :
  - Mary à tout prix (1998) : Mary Jensen
  - Very Bad Things (1998) : Laura Garrety
  - Ce que je sais d'elle... d'un simple regard (2000) : Carol
  - Vanilla Sky (2001) : Julie Gianni
  - In Her Shoes (2005) : Maggie Feller
  - Jackpot (2008) : Joy McNally
  - The Box (2009) : Norma Lewis
  - Night and Day (2010) : June Havens
  - The Green Hornet (2011) : Lenore Case
  - Bad Teacher (2011) : Elizabeth Halsey
  - Ce qui vous attend si vous attendez un enfant (2012) : Jules
  - Gambit : Arnaque à l'anglaise (2012) : PJ Puznowski
  - Triple alliance (2014) : Carly Whitten
  - Sex Tape (2014) : Annie
  - Annie (2014) : Miss Hannigan
  - Back in Action (2025) : Emily
- Fairuza Balk dans :
  - Oz, un monde extraordinaire (1985) : Dorothy Gale
  - Le Point de rupture (1994) : Sonya Weiler
  - Dangereuse Alliance (1996) : Nancy Downs
  - The Craft : Les Nouvelles sorcières (2020) : Nancy Downs
- Miranda Otto dans :
  - Le Seigneur des anneaux : Les Deux Tours (2002) : Éowyn
  - Le Seigneur des anneaux : Le Retour du roi (2003) : Eowyn
  - Le Vol du Phœnix (2004) : Kelly Johnson
  - I, Frankenstein (2014) : Leonore
- June Foray dans :
  - Space Jam (1996) : Mémé (voix)
  - Les Looney Tunes passent à l'action (2003) : Mémé (voix)
- Christina Applegate dans :
  - Mars Attacks! (1996) : Sharona
  - L'Employé du mois (2004) : Sara Goodwin
- Jessica Cauffiel dans :
  - La Revanche d'une blonde (2001) : Margot
  - La blonde contre-attaque (2003) : Margot
- Carla Gallo dans :
  - Nos pires voisins (2014) : Paula
  - Nos pires voisins 2 (2016) : Paula
- 1943 : Les Desperados : Alison Mcleod (Evelyn Keyes)
- 1979 : Apocalypse Now : la playmate de l'année (Cynthia Wood) (version Redux)
- 1984 : L'Histoire sans fin : l'impératrice de Fantasia / la voix de l'oracle sudérien (Tami Stronach)
- 1984[n 1] : Charlie : Charlene 'Charlie' McGee (Drew Barrymore)
- 1988 : La Dernière Tentation du Christ : le prétendu ange gardien de Jésus (Juliette Caton)
- 1988 : Some Girls : Gabriella (Jennifer Connelly)
- 1988 : Poltergeist 3 : Marcie Moyer (Catherine Gatz)
- 1989 : Né un 4 juillet : Jenny (Holly Marie Combs)
- 1989 : New York Stories : Zoë (Heather McComb)
- 1990 : Maman, j'ai raté l'avion : Megan McCallister (Hillary Wolf)
- 1991 : Hook ou la Revanche du capitaine Crochet : Wendy jeune (Gwyneth Paltrow)
- 1993 : Madame Doubtfire : la jeune femme étonnée à la piscine (Betsy Monroe)
- 1993 : Les Survivants : Susana Parrado (Ele Keats)
- 1994 : Les Chenapans : Stymie (Kevin Jamal Woods)
- 1996 : Mars Attacks! : la guide touristique de la Maison-Blanche (Timi Prulhiere)
- 1997 : Spice World : Elle-même (Emma Bunton)
- 1997 : Souviens-toi... l'été dernier : Deb (Rasool J'Han)
- 1998 : The Faculty : Delilah Profitt (Jordana Brewster)
- 1999 : Pinocchio et Gepetto : Felinet (Sarah Alexander)
- 1999 : Sleepy Hollow : Katrina Anne Van Tassel (Christina Ricci)
- 1999 : Bangkok, aller simple : Darlene Davis (Kate Beckinsale)
- 2000 : Endiablé :  Alison Gardner/Nicole Delarusso (Frances O'Connor)
- 2000 : Eh mec ! Elle est où ma caisse ? : Wanda (Jennifer Garner)
- 2001 : Sexe Intentions 2 : Kathryn Merteuil (Amy Adams)
- 2001 : Moulin Rouge : la fée verte (Kylie Minogue)
- 2002 : Sex fans des sixties : Hannah Kingsley (Erika Christensen)
- 2002 : Les Country Bears : Trixie st. Claire (Candy Ford) (voix)
- 2003 : Amours troubles : Robin (Missy Crider)
- 2003 : Ivresse et Conséquences : Becky Jackon (Julia Stiles)
- 2003 : Love Actually : Natalie (Martine McCutcheon)
- 2003 : Paycheck : Jane (Michelle Harrison)
- 2004 : Rencontre à Wicker Park : Alex (Rose Byrne)
- 2004 : Un mariage de princesse : la princesse Asana (Raven Symoné)
- 2005 : Esprit de famille : Susannah Stone-Trousdale (Elizabeth Reaser)
- 2005 : Orgueil et Préjugés : Lydia Bennet (Jena Malone)
- 2006 : Destination finale 3 : Ashlyn Halperin (Crystal Lowe)
- 2007 : Dead Silence : Ella Ashen (Amber Valletta)
- 2009 : Prédictions : Lucinda Embry / Abby Wayland (Lara Robinson)
- 2009 : Blonde et dangereuse : Megan Valentine (Jessica Simpson)
- 2010 : État de choc : Diane Stanton (Diane Kruger)
- 2010 : Tron : L'Héritage : voix additionnelles
- 2010 : Love, et autres drogues : Dr. Helen Randall (Natalie Gold)
- 2010 : Alice au pays des merveilles : Faith Chataway (Eleanor Gecks)
- 2011 : Paranormal Activity 3 : Julie (Lauren Bittner)
- 2013 : Gatsby le Magnifique : Daisy Buchanan (Carey Mulligan)
- 2014 : Les Nouveaux Sauvages : Romina (Erica Rivas)
- 2014 : Imitation Game : Helen (Tuppence Middleton)
- 2015 : Star Wars, épisode VII : Le Réveil de la Force : voix additionnelles
- 2016 : Rogue One: A Star Wars Story : Leia Organa (Ingvild Deila)
- 2017 : Star Wars, épisode VIII : Les Derniers Jedi : Leia Organa (Carrie Fisher) (images d'archives issues de l'épisode IV)
- 2017 : Mary : Pat Golding (Julie Ann Emery)
- 2018 : Bird Box : Jessica (Sarah Paulson)
- 2019 : Ça : Chapitre 2 : Gretta Keene (Juno Rinaldi)
- 2020 : Le Seul et Unique Ivan : Thelma (Philippa Soo)
- 2021 : Papa, c'est toi ? : Lucia (Thaynara Og)
- 2021 : Space Jam : Nouvelle ère : Mémé (Candi Milo) (voix)
- 2021 : Pierre Lapin 2 : Panique en ville : Moufle (Hayley Atwell) (voix)
- 2022 : Coup de théâtre : Agatha Christie (Shirley Henderson)
- 2022 : Amsterdam : Beatrice Vandenheuvel (Andrea Riseborough)
- 2023 : Le Manoir hanté : Pat (Winona Ryder)
- 2024 : Les Couleurs du mal : Rouge : Helena Bogucka (Maja Ostaszewska)
- 2025 : The Electric State : Mme Ciseaux (Susan Leslie) (voix)
- 2025 : Superman : Nº12 (Grace Chan (en)) (voix)
- 2025 : Y a-t-il un flic pour sauver le monde ? : Beth Davenport (Pamela Anderson)

#### Films d'animation
- 1946[n 2] : Mélodie du Sud : Ginette
- 1950[n 3] : Cendrillon : Anastasie
- 1955[n 4] : La Belle et le Clochard : Lady
- 1977[n 5] : Bugs Bunny : Joyeuses Pâques (en) : Mémé
- 1981[n 6] : Le Monde fou, fou, fou de Bugs Bunny : Mémé
- 1985 : Taram et le Chaudron magique : la princesse Éloïse (1er doublage)
- 1986 : Basil, détective privé : Olivia
- 1987 : Le Pacha et les Chats de Beverly Hills : Amy Vandergelt
- 1987[n 7] : Pinocchio et l'Empereur de la Nuit : la fée bleue
- 1988 : Akira : Kei
- 1988[n 8] : Le Petit Dinosaure et la Vallée des merveilles : la mère de Petit-Pied
- 1990 : La Petite Sirène : Alana (1er doublage)
- 1990 : Tistou les pouces verts : la petite fille
- 1990 : Le Prince Casse-noisette : Clara
- 1991 : Ranma ½ : Film 1 - La Grande Bataille de Chine : Ranma (fille), Bambou
- 1992 : Ranma ½ : Film 2 - Rendez-nous nos copines ! : Ranma (fille), Bambou
- 1993 : Joyeux Noël, Inspecteur Gadget (court-métrage) : Sophie
- 1993 : Les Vacances des Tiny Toons : Babs Bunny
- 1994[n 9] : Pompoko : Otama
- 1994 : La Flûte Enchantée : Princesse Pamina
- 1995 : Dingo et Max : voix additionnelles
- 1996[n 10] : La Reine des neiges : La revanche : Elspeth
- 1997 : La Belle et la Bête 2 : Le Noël enchanté : l'enchanteresse
- 1998 : 1 001 Pattes : Gipsy
- 1998 : Anastasia : Sophie
- 1998 : Spriggan (en) : Margareth
- 1999 : Toy Story 2 : Jessie
- 1999 : Animaniacs, le film : Wakko et l'Étoile magique : Dot
- 2000 : Titi et le Tour du monde en 80 chats : Mémé / Aoogah
- 2000 : Elmo au pays des grincheux : voix additionnelles
- 2001 : Shrek : Fiona[n 11]
- 2001 : La Belle et le Clochard 2 : Lady
- 2002 : Cendrillon 2 : Une vie de princesse : Anastasie
- 2004 : La Légende du Cid : Chimène
- 2004 : Shrek 2 : Fiona[n 11]
- 2004 : Shrek 3D (court-métrage) : Fiona[n 11]
- 2004 : L'Idole de Fort Fort Lointain (court-métrage) : Fiona[n 11]
- 2005 : Pinocchio le robot : Marlène
- 2006 : Astérix et les Vikings : SMS
- 2006 : Le Noël des Looney Tunes : Mémé
- 2007 : Shrek le troisième : Fiona[n 11]
- 2007 : Le Sortilège de Cendrillon : Anastasie
- 2007 : Les Rois de la glisse : Lani
- 2007 : Joyeux Noël Shrek ! (court-métrage) : Fiona[n 11]
- 2010 : Allez raconte ! : Brigitte
- 2010 : Shrek, fais-moi peur! (court-métrage) : Fiona[n 11]
- 2010 : Shrek 4, il était une fin : Fiona[n 11]
- 2010 : Le Noël Shrektaculaire de l'Âne (court-métrage) : Fiona[n 11]
- 2010 : Toy Story 3 : Jessie
- 2011 : Les As de la jungle : Opération banquise : Ping (création de voix)
- 2011 : Vacances à Hawaï (court-métrage) : Jessie
- 2011 : Zombi Shrek (court-métrage) : Fiona
- 2012 : Mini Buzz (court-métrage) : Jessie
- 2013 : Rex, le roi de la fête (court-métrage) : Jessie
- 2013 : Toy Story : Angoisse au motel (court-métrage) : Jessie
- 2014 : Les Pingouins de Madagascar : Eva
- 2014 : Toy Story : Hors du temps (court-métrage) : Jessie
- 2017 : Coco : Máma
- 2019 : Royal Corgi : Mitzy
- 2019 : Terra Willy, planète inconnue : Sonde
- 2019 : Toy Story 4 : Jessie
- 2020 : Animal Crackers : Binkley
- 2020 : Voyage vers la Lune : la « poule lunaire motarde »
- 2020 : Soul : voix additionnelles
- 2020 : Les Croods 2 : Une nouvelle ère : Claire Betterman[n 12]
- 2021 : Pil : Aliénor (création de voix)
- 2021 : Ron débloque : Mlle Thomas
- 2021 : Le Plussaniversary des Simpson : Lisa Simpson (chants, court-métrage)
- 2021 : Encanto : La Fantastique Famille Madrigal : Julieta Madrigal
- 2022 : Le Roi Titi : Mémé
- 2023 : Pattie et la Colère de Poséidon : Aphrodite (création de voix)
- 2023 : Super Mario Bros. le film : le Toad client à l'antiquité et la cliente de la publicité
- 2023 : Les Trolls 3 : Brandy
- 2024 : Le Seigneur des Anneaux : La Guerre des Rohirrim : Éowyn[n 13]

### Télévision

#### Téléfilms
- Jennie Garth dans (10 téléfilms) :
  - L'Héritage d'une fille (2003) : Jacqueline « Jake » Cooper
  - Un père Noël au grand cœur (2003) : Rebecca Chandler
  - Conséquences (2007) : Sarah Bennett
  - Pour les yeux de Taylor (2011) : Annie Benchley
  - Un mariage en cadeau (2011) : Susan
  - La Onzième Victime (2012) : Hailey Dean
  - Un rêve éveillé (2013) : Melody
  - Le Mariage de la dernière chance (2016) : Abby Reynolds
  - La Clef du mystère (2019) : Kathy Meyer
  - Ados sans limites (2022) : Joan Miller
- Raven-Symoné dans :
  - Les Cheetah Girls (2003) : Galleria Garibaldi
  - Le Bal de fin d'année (2006) : Brianna McCallister
  - Les Cheetah Girls 2 (2006) : Galleria Garibaldi
  - Les demoiselles d'honneur s'en mêlent (2010) : Abigail Scanlon
- Keshia Knight Pulliam dans :
  - La petite fille aux allumettes (1987) : Molly
  - Le voyage magique au pays du roi Arthur (1989) : Karen
  - La révélation de Noël (2020) : Kara
  - De la passion à l'obsession (2020) : Angela Brooks
- Jade Harlow dans :
  - Séparée de ma fille à la naissance (2019) : Laura Parker
  - Tu es à moi ! (2019) : Jenny
- 1987 : Panique au casino : Minerva (Soleil Moon Frye)
- 1989 : On a tué mes enfants (mini-série) : Karen Downs (Emily Perkins)
- 1992 : Extrême jalousie : Shanna Harper (Olivia Burnette)
- 1992 : Les Naufragés du Pacifique : Susan (Danielle Von Zerneck)
- 1993 : Heidi : Heidi (Noley Thornton)
- 1995 : De l'amour à la haine : Katie Liner (Kellie Martin)
- 1996 : Les Enfants du diable : Maria Moore (Jennifer Aspen)
- 1997 : L'ultime rendez-vous : Nicole Voss (Ari Meyers)
- 1997 : Le prix de la gloire : Leslie Reynolds (Tara Boger)
- 1999 : Amour et rock'n'roll : Lyne Danner (Bonnie Somerville)
- 2000 : David Copperfield (en) : Dora Spenlow (Julie Cox)
- 2004 : Frankenstein : Elizabeth Frankenstein (Nicole Lewis)
- 2008 : Derrière les apparences : Olivia Whitfield / Grace Miller (Elizabeth Berkley)
- 2009 : L'Étoile de la glace : Amy Clayton (Jessica Cauffiel)
- 2010 : Une lueur d'espoir : Beth Marks (Sarah Paulson)

#### Séries télévisées
- Julie Ann Emery dans (12 séries) :
  - Disparition (2002) : Amelia Keys (mini-série)
  - Line of Fire (2003-2004) : Jennifer Sampson (13 épisodes)
  - Commander in Chief (2005) : Joan Greer (5 épisodes)
  - Bones (2006) : Janine O'Connell (saison 2, épisode 9)
  - October Road, un nouveau départ (2008) : Christine Cataldo (3 épisodes)
  - Dexter (2008) : Fiona Camp (saison 3, épisode 4)
  - Fargo (2014) : Ida Thurman (saison 1)
  - Better Call Saul (2015 / 2022) : Betsy Kettleman (5 épisodes)
  - Major Crimes (2016) : l'inspecteur Stephanie Dunn (saison 4)
  - Preacher (2017) : Lara Featherstone (1re voix, saison 2, épisode 3)
  - The Rookie : Le Flic de Los Angeles (2018-2023) : Stacy (saison 1, épisode 1 et saison 5, épisode 15)
  - Harry Bosch (2020-2021) : l'agent Sylvia Reece (10 épisodes)
- Raven-Symoné dans (8 séries) :
  - Phénomène Raven (2003-2007) : Raven Baxter (100 épisodes)
  - La Vie de palace de Zack et Cody (2006) : Raven Baxter (saison 2, épisode 20)
  - Cory est dans la place (2007) : Raven Baxter (saison 1, épisode 16)
  - Sonny (2010) : Amber Touroule (saison 2, épisode 15)
  - Empire (2015) : Olivia Lyon (saison 1, épisodes 6 et 10)
  - Master of None (2015) : elle-même (saison 2, épisode 10)
  - Raven (2017-2023) : Raven Baxter (123 épisodes)
  - Allô la Terre, ici Ned (en) (2020) : Raven-Symoné (épisode 7)
- Rhona Mitra dans (7 séries) :
  - La Vie à cinq (1999-2000) : Holly Marie Beggins (saison 6)
  - The Practice : Donnell et Associés (2003-2004) : Tara Wilson (22 épisodes)
  - Boston Justice (2004-2005) : Tara Wilson (20 épisodes)
  - Nip/Tuck (2005) : Kit McGrew (saison 3)
  - Stargate Universe (2010) : Kiva (saison 1, épisodes 18 à 20)
  - The Gates (2010) : Claire Radcliff (13 épisodes)
  - The Last Ship (2014-2015) : Dr Rachel Scott (23 épisodes)
- Jennie Garth dans (4 séries) :
  - Beverly Hills 90210 (1996-2001) : Kelly Taylor (2e voix, saisons 7 à 10)
  - The Street (2000) : Gillian Sherman (8 épisodes)
  - Ce que j'aime chez toi (2002-2006) : Valerie « Val » Tyler (86 épisodes)
  - 90210 Beverly Hills : Nouvelle Génération (2008-2010) : Kelly Taylor (20 épisodes)
- Elizabeth Berkley dans :
  - Sauvés par le gong (1989-1992[3]) : Jessie Spano (75 épisodes)
  - Grosse Pointe (2001) : elle-même (épisode 17)
  - FBI : Portés disparus (2004) : Lynette Shaw (saison 3, épisode 5)
- Sabrina Lloyd dans :
  - Sliders : Les Mondes parallèles (1995-1999) : Wade Wells (48 épisodes)
  - Madigan de père en fils (2000) : Wendy Lipton (5 épisodes)
  - Numb3rs (2005) : Terry Lake (saison 1)
- Sarah Paulson dans :
  - American Gothic (1995-1998) : Merlyn Temple (18 épisodes)
  - Mr. et Mrs. Smith (2024) : la psychothérapeute (saison 1, épisode 6)
- Alexondra Lee dans :
  - La Vie à cinq (1996-1997) : Callie Martel (saison 3)
  - Demain à la une (1998) : Anne (saison 2, épisode 16)
- Kim Dickens dans :
  - Lost : Les Disparus (2006-2009) : Cassidy Phillips (4 épisodes)
  - Flashforward (2009) : Kate Stark (épisode 3)
- Sofia Pernas dans :
  - Les Feux de l'amour (2015) : Marisa Sierras (49 épisodes)
  - Jane the Virgin (2016-2017) : Catalina (saison 3)
- Irene Arcos (es) dans :
  - La Jetée (2019-2020) : Verónica (19 épisodes)
  - Tout le monde ment (2022) : Macarena
- 1983 : Les oiseaux se cachent pour mourir : Meggie enfant (Sydney Penny) (mini-série)
- 1984-1988 : Punky Brewster : Penelope « Punky » Brewster (Soleil Moon Frye) (88 épisodes)
- 1984-1992 : Cosby Show : Rudy Huxtable (en) (Keshia Knight Pulliam[4]) (177 épisodes)
- 1987-1988 : Mariés, deux enfants : Kelly Bundy (Christina Applegate) (1re voix, saison 1)
- 1987-1990 : La Fête à la maison : Stephanie Tanner (Jodie Sweetin) (1re voix)
- 1988-1993 : Les Années coup de cœur : Gwendolyn « Winnie » Cooper (Danica McKellar) (114 épisodes)
- 1988-1997 : Roseanne : Darlene Conner (Sara Gilbert) (1re voix)
- 1989-1993 : Corky, un adolescent pas comme les autres : Rebecca « Becca » Thacher (Kellie Martin) (83 épisodes)
- 1991-1998 : Notre belle famille : Alicia « Al » Lambert (Christine Lakin) (160 épisodes)
- 1992-1993 : Alana ou le futur imparfait : Alana (Katharine Cullen) (24 épisodes)
- 1994-1995 : La Vie à cinq : Nina DiMayo (Cari Shayne) (9 épisodes)
- 1995 : Une nounou d'enfer : Mary Ruth (Tracy Nelson) (saison 2, épisode 25)
- 2000-2003 : Farscape : Chiana (Gigi Edgley)
- 2005 : Desperate Housewives : Rita Rivara (Alexandra Lydon) (saison 2, épisode 2)
- 2005-2006 : Freddie (en) : Sofia (Jacqueline Obradors)
- 2005-2007 : Rome : Eiréné (Chiara Mastalli) (15 épisodes)
- 2005-2007 : The Shield : Emolia Melendez (Onahoua Rodriguez) (saisons 4 à 6)
- 2005-2009 : Smallville : Dawn Stiles (Beatrice Rosen) (saison 4, épisode 18) et Linda Lake (Tori Spelling) (saison 6, épisode 10 puis saison 10, épisode 15)
- 2007-2009 : Ghost Whisperer : Sophie Owens (Azura Skye) (saison 3, épisode 6) et Angie Halsenback (Kaylee Defer) (saison 4, épisode 12)
- 2011-2012 : Covert Affairs : Parker Rowland (Devin Kelley)
- 2014 : Hemlock Grove : Leticia Padilla (Lisa Marcos)
- 2017-2023 : Workin' Moms : Kate Foster (Catherine Reitman) (83 épisodes)
- 2017 / 2019 : Supernatural : Athéna López (saison 13, épisode 6) et Becky Rosen (Emily Perkins) (2e voix - saison 15, épisode 4)
- 2018-2019 : The Big Bang Theory : Anu (Rati Gupta (en)) (saison 12)
- 2018-2019 : Britannia : Hella (Laura Donnelly)
- 2020 : Shadowplay : Claire Franklin (Tuppence Middleton) (mini-série)
- 2021 : Dopesick : Amber Collins (Phillipa Soo) (mini-série)
- 2021 : Big Shot : Maggie Goodwyn (Kathleen Rose Perkins) (saison 1)
- 2021-2023 : Physical : Greta (Dierdre Friel) (29 épisodes)
- 2021-2023 : Schmigadoon! : Mildred Layton / Miss Codwell (Kristin Chenoweth) (11 épisodes)

#### Séries d'animation
- 1942-1964[n 14] : Titi et Grosminet : Mémé
- 1972[n 15] : Mahô Tsukai Chappy : Chappy
- 1985-1986 : Inspecteur Gadget : Sophie (saison 2)
- 1985 : Pole Position : Lisa Darnais
- 1985[n 16] : Les Enfants d'Aujourd'hui : Iris
- 1985-1987 : Les Mondes engloutis : Mahana
- 1985-1987 : Croqu'Soleil et le Secret des Étoiles : Mam'Zelle Chipie Choc
- 1985-1987 : La Famille Ours : Praline
- 1986 : Jayce et les Conquérants de la lumière : Flora (épisodes 57, 58 et 64)
- 1987 : Cathy la petite fermière : Cathy
- 1987 : Rahan, fils des âges farouches : Faïna (épisode 19)
- 1987-1989 : Princesse Sarah : Sarah Crewe
- 1988 : Jeu, set et match ! : Michèle Herman
- 1988-1991 : Olive et Tom : Patty Gasby, Jenny, James Derrick, Philippe Calahan et Danny Mellow (2e voix)
- 1988 : Les Attaquantes : Patricia, Nelly, Sonia, Valérie et Karine Fontanelle
- 1988-1990 : Les Aventures de Claire et Tipoune : Tipoune / Sybille
- 1988-1995 : Garfield et ses amis : Nermal, Dr Liz Wilson, Penelope
- 1989 : Kachi, le petit joueur de baseball : Julie
- 1989 : But pour Rudy : Cindy (premiers épisodes)
- 1989 : Les Koalous : Sandy
- 1989 : Les Enfants de la liberté : Charlotte de Vernissac
- 1989-1990 : Tic et Tac, les rangers du risque : Tammy et Bink
- 1989-1994 : Madeline : Nicole
- 1990 : Bouton d'or : Bouton d'or
- 1990 : Robert est dans la Bouteille : Llana
- 1990 : Raconte-moi une histoire : Blanche-Neige
- 1990-1991 : Peter Pan : Wendy
- 1990-1992 : Sally la petite sorcière : Elisa
- 1991 : Les Moomins : Chouca et Pouss'Malin
- 1991 : Les Jumeaux du Bout du Monde : Julie
- 1991 : Papa Longues Jambes : Julia Pendelton
- 1991-1995 : Les Tiny Toons : Babs Bunny / Fifi (voix de remplacement)
- 1992 : Myster Mask : Gla Gla Von Frimas (épisode 27)
- 1992 : Ranma ½ : Ranma (fille), Bambou, Amandine (2e voix)
- 1993 : Corentin : Marie (épisodes 22 et 25)
- 1993 : Inspecteur Poisson : Perle / Lisa Blade
- 1993 : Coup de bleu dans les étoiles : les jumelles Léa et Béa
- 1993 : Black Jack (2d doublage, 2007) : Pinoko
- 1993 : Les Pastagums : Gabilu
- 1993-1995 : La Bande à Dingo : voix additionnelles
- 1994 : Conan l'Aventurier : Tarath (épisode 60)
- 1994 : Nicky Larson : voix diverses (épisodes 107 et 108)
- 1994-1997 : Bonkers : Bichette
- 1994-1997 : Bonne nuit les petits : Pimprenelle (4e série)
- 1994-1999 : Animaniacs : Dot
- 1995 : Les Aventures de Robin des Bois : Barbara / Cléo
- 1996 : Princesse Starla et les Joyaux magiques : Princesse Starla / Sunstar
- 1996 : Mot : Diane (2e voix)
- 1996-1997 : Princesse Shéhérazade : voix additionnelles
- 1996-1998 : Calimero et ses amis : Priscilla
- 1997 : Jumanji : Judy
- 1997 : Sky Dancers : Jade
- 1997-2001 : Titi et Grosminet mènent l'enquête : Mémé et voix additionnelles (à partir de la saison 2)
- 1998 : Les Aventures d'Hyperman : Emma
- 1998 : Hé Arnold ! : Mme Gammelthorpe
- 1999 : Zorro : voix additionnelles
- 1999 : Les Malheurs de Sophie : Sophie adulte (épisode 26)
- 1999-2001 : Les 101 Dalmatiens, la série : Anita, Chochotte, Duchesse et Groinfette
- 2000-2002 : Les Minikeums (MNK) : voix additionnelles
- 2001-2003 : Les Aventures de Buzz l'Éclair : Bonnie
- 2001-2003 : Disney's Tous en boîte : Alice, Cendrillon, Aurore et une des trois moires
- 2003-2006 : Baby Looney Tunes : Mémé
- 2004 : Love Hina : Naru Narusegawa
- 2006-2008 : Le Manège enchanté : Azalée
- 2008 : Rahan : la sorcière aveugle
- 2010-2015 : Les Dalton : Ma Dalton
- 2011-2014 : Looney Tunes Show : Mémé
- 2012-2022 : Les P'tits Diables : Chloé, la mère de Tom et Nina / Agnès
- 2013-2020 : Les As de la jungle à la Rescousse ! : Ping
- 2015-2020 : Bugs ! Une production Looney Tunes : Mémé
- 2016 : Star Wars Rebels : la princesse Leia (saison 2, épisode 11)
- 2016 : Star Wars : Les Aventures des Freemaker : la princesse Leia (saison 1, épisode 6)
- 2016 : Arthur et les Minimoys : voix additionnelles
- 2017 : Samourai Jack : Ashi (saison 5)
- 2017-2018 : Star Wars : Forces du destin : la princesse Leia
- 2018-2024 : Captain Tsubasa : Sanae Nakasawa
- 2020-2023 : Looney Tunes Cartoons : Mémé
- depuis 2020 : Alice et Lewis : la Reine de coeur
- 2021 : Le Monde Merveilleux de Mickey : la fée bleue (épisode 18)
- 2021 : La Maison magique de Mickey : Calliope (épisode 22)
- 2021-2023 : Les Croods, (pré)histoires de famille (en) : Claire Letterman
- 2022 : Cars : Sur la route : la guide du musée et voix additionnelles
- 2022-2023 : Mystery Lane : La Reine, Snowflake, Athéna, Vénus et Anastacia
- 2023 : Karaté Mouton : Wanda (onomatopées)
- depuis 2023 : Tiny Toons Looniversité : Mémé
- 2025 : Astérix et Obélix : Le Combat des chefs : Iélosubmarine (création de voix)
- 2025 : "Belfort & Lupin" : Ariane, la chatte siamoise \ Tane chienne royal

### Jeux vidéo
- 1995 : Pouce-Pouce sauve le zoo : Galipette et Masai
- 1997 : Les Neuf Destins de Valdo : Marie
- 1999 : Hype: The Time Quest : Vibe
- 2000 : Adiboud'chou à la campagne : Lilibelle
- 2000 : Adiboud'chou à la mer : Lilibelle
- 2000 : Looney Tunes Space Race : Mémé
- 2000 : Bugs Bunny et Taz : La Spirale du temps : Mémé
- 2000 : Bonne nuit les petits : Pimprenelle
- 2001 : Adibou 3 : voix additionnelles
- 2001 : Adiboud'chou dans la jungle et la savane : Lilibelle
- 2001 : Adibou et l'Ombre Verte : la sirène / Ursule la méduse / voix additionnelles
- 2002 : Adiboud'chou sur la banquise : Lilibelle
- 2003 : Runaway: A Road Adventure : Gina Timmins
- 2004 : Fable : Thérésa, voix additionnelles
- 2004 : Shrek 2 : Fiona
- 2005 : Tom Clancy's Splinter Cell: Chaos Theory : voix additionnelles
- 2006 : Runaway 2: The Dream of the Turtle : Gina Timmins
- 2007 : Looney Tunes: Acme Arsenal : Mémé
- 2008 : So Blonde : Sunny
- 2009 : Runaway: A Twist of Fate : Gina Timmins
- 2009 : La Princesse et la Grenouille : voix additionnelles
- 2010 : Toy Story 3 : Jessie
- 2012 : Kinect Héros : Une aventure Disney-Pixar : Jessie
- 2013 : Disney Infinity : Jessie
- 2015 : Disney Infinity 3.0 Star Wars : Leia Organa
- 2017 : Star Wars Battlefront II : Leia Organa
- 2019 : A Plague Tale: Innocence : Béatrice de Rune
- 2020 : Star Wars: Squadrons : Leia Organa
- 2021 : Ratchet and Clank: Rift Apart : Rivet
- 2022 : A Plague Tale: Requiem : Béatrice de Rune

### Direction artistique
Note : Les années inscrites en italique correspondent aux sorties initiales des films dont Barbara Tissier a assuré le redoublage ou le doublage tardif.

#### Films
- 1971 : L'Apprentie sorcière (2e doublage, 2003)
- 1998 : Réservé aux chiens
- 1998 : Madeline
- 2001 : Super papa
- 2003 : Le Chat chapeauté
- 2003 : Super papa
- 2004 : Si seulement...
- 2004 : Les Désastreuses Aventures des orphelins Baudelaire
- 2004 : La Star idéale
- 2004 : Ralph
- 2005 : Two for the Money
- 2005 : Le Monde de Narnia : Le Lion, la Sorcière blanche et l'Armoire magique
- 2006 : Blood Diamond[5]
- 2006 : Courir avec des ciseaux
- 2006 : L'Incroyable Destin de Harold Crick
- 2007 : Vicky Cristina Barcelona[6]
- 2007 : Il était une fois
- 2007 : Sweeney Todd : Le Diabolique Barbier de Fleet Street
- 2007 : Frère Noël
- 2008 : Le Monde de Narnia : Le Prince Caspian
- 2008 : Le Chihuahua de Beverly Hills
- 2008 : Les Ailes pourpres : Le Mystère des flamants
- 2008 : Une nuit à New York
- 2009 : Sherlock Holmes[7]
- 2009 : Meilleures Ennemies
- 2010 : Alice au pays des merveilles
- 2010 : Où sont passés les Morgan ?
- 2010 : Salt[8]
- 2010 : Sex and the City 2[6]
- 2010 : Mange, prie, aime
- 2010 : Le Monde de Narnia : L'Odyssée du Passeur d'Aurore
- 2010 : Yogi l'ours
- 2010 : Le Choc des Titans
- 2011 : Sherlock Holmes : Jeu d'ombres[9]
- 2011 : Les Schtroumpfs[10]
- 2011 : Le Chaperon rouge
- 2011 : Sans identité[11]
- 2012 : Le Hobbit : Un voyage inattendu[12]
- 2012 : Dark Shadows[13]
- 2013 : Broken City[14]
- 2013 : Les Schtroumpfs 2[15]
- 2013 : Conjuring : Les Dossiers Warren[16]
- 2013 : Le Hobbit : La Désolation de Smaug[17]
- 2014 : Non-Stop[18]
- 2014 : Le Juge[19]
- 2014 : Fury[20]
- 2014 : Quand vient la nuit[21]
- 2014 : Le Hobbit : La Bataille des Cinq Armées[22]
- 2014 : Jersey Boys
- 2015 : Les Nouveaux Sauvages[23] (suppléée par Marie-Laure Beneston pour le segment Jusqu'à ce que la mort nous sépare)
- 2015 : American Sniper[24]
- 2015 : Cake[25]
- 2015 : Cendrillon[26]
- 2015 : Pan[27]
- 2015 : Agents très spéciaux : Code UNCLE[28]
- 2015 : Code Momentum[29]
- 2015 : Legend[30]
- 2016 : The Lady in the Van[31]
- 2016 : Alice de l'autre côté du miroir
- 2016 : Peter et Elliott le dragon
- 2016 : Sully
- 2016 : I.T.
- 2016 : Les Animaux fantastiques
- 2017 : Les Figures de l'ombre
- 2017 : La Belle et la Bête
- 2017 : Le Procès du siècle
- 2017 : Mary
- 2017 : Wonder Woman
- 2017 : Une prière avant l'aube
- 2017 : Sleepless
- 2017 : I Wish - Faites un vœu
- 2017 : Jumanji : Bienvenue dans la jungle
- 2017 : The Greatest Showman
- 2018 : The Passenger
- 2018 : Le 15h17 pour Paris
- 2018 : Ready Player One
- 2018 : Deadpool 2
- 2018 : La Prophétie de l'horloge
- 2018 : Bohemian Rhapsody
- 2018 : Les Animaux fantastiques : Les Crimes de Grindelwald
- 2018 : Les Veuves
- 2018 : La Mule
- 2018 : Chair de poule 2 : Les Fantômes d'Halloween (avec Céline Ronté)
- 2019 : Sang froid
- 2019 : Yesterday
- 2019 : Tolkien
- 2019 : Le Chardonneret
- 2019 : Jumanji: Next Level
- 2019 : Jojo Rabbit
- 2019 : Radioactive
- 2020 : Le Voyage du Docteur Dolittle
- 2020 : L'Appel de la forêt
- 2020 : On the Rocks
- 2020 : Wonder Woman 1984
- 2020 : Monster Hunter
- 2020 : Sentimental
- 2021 : Army of the Dead
- 2021 : D'où l'on vient
- 2021 : Papa, c'est toi ?
- 2021 : CODA
- 2021 : Venom: Let There Be Carnage (avec Valérie Siclay)
- 2021 : Cry Macho
- 2021 : Un garçon nommé Noël
- 2022 : 355
- 2022 : Sonic 2 (avec Hervé Rey)
- 2022 : Les Animaux fantastiques : Les Secrets de Dumbledore
- 2022 : Sonic : Drone maison (court-métrage)
- 2022 : Là où chantent les écrevisses
- 2022 : La Petite Nemo et le Monde des rêves
- 2022 : Il était une fois 2
- 2022 : Mes rendez-vous avec Leo
- 2022 : Babylon
- 2023 : Barbie
- 2023 : Retribution
- 2024 : Blue et Compagnie (avec Valérie Siclay)
- 2024 : Les Dessous de la famille
- 2024 : To the Moon[32]
- 2024 : Beetlejuice Beetlejuice
- 2024 : Gladiator 2
- 2024 : Sonic 3, le film (avec Hervé Rey)
- 2025 : L'Amour au présent
- 2025 : 28 Ans plus tard (avec Mathias Kozlowski)

#### Films d'animation
- 1938 : Blanche-Neige et les Sept Nains (3e doublage, 2001)
- 1983 : Le Noël de Mickey (3e doublage, 2004)
- 1998 : Le Petit Grille-pain courageux : Objectif Mars
- 1999 : Le Petit Grille-pain courageux : À la rescousse
- 1999 : Tarzan[33]
- 2000 : Dinosaure
- 2002 : Lilo et Stitch
- 2002 : Mickey, le club des méchants (avec Réjane Schauffelberger)
- 2002 : La Légende de Tarzan et Jane (avec Nathalie Raimbault)
- 2003 : Stitch ! Le film
- 2003 : La Légende du Cid
- 2003 : Sinbad : La Légende des sept mers
- 2003 : Le Livre de la jungle 2
- 2004 : Shrek 2
- 2004 : Shrek 3D[34]
- 2004 : Les Indestructibles
- 2005 : Les Noces funèbres
- 2005 : Madagascar
- 2005 : Tarzan 2
- 2005 : Lilo et Stitch 2
- 2005 : Vaillant, pigeon de combat !
- 2006 : Leroy et Stitch[35]
- 2006 : Le Vilain Petit Canard et moi
- 2006 : Monster House
- 2006 : Nos voisins, les hommes
- 2007 : Ratatouille
- 2007 : Bienvenue chez les Robinson
- 2008 : Horton
- 2008 : Volt, star malgré lui
- 2008 : Madagascar 2[36]
- 2009 : Tempête de boulettes géantes
- 2009 : L'Âge de glace 3 : Le Temps des dinosaures
- 2009 : La Fée Clochette
- 2009 : Clochette et la Pierre de lune[37]
- 2009 : Là-haut
- 2009 : La Princesse et la Grenouille
- 2009 : Volt, star malgré lui
- 2009 : Joyeux Noël Madagascar[38] (court-métrage)
- 2010 : Clochette et l'Expédition féerique[39]
- 2010 : Raiponce
- 2010 : Le Voyage extraordinaire de Samy[40]
- 2011 : Clochette et le Tournoi des fées
- 2011 : Mission : Noël[41]
- 2011 : Rio[42]
- 2011 : Happy Feet 2[43]
- 2011 : L'Âge de glace : Un Noël de mammouths[44] (court-métrage)
- 2012 : L'Âge de glace 4[45]
- 2012 : Clochette et le Secret des fées[46]
- 2012 : Les Pirates ! Bons à rien, mauvais en tout[47]
- 2012 : Sammy 2[48]
- 2012 : Le Mariage de Raiponce[49] (court-métrage)
- 2013 : Hôtel Transylvanie[50]
- 2013 : Les Croods[51]
- 2013 : Planes[52]
- 2013 : L'Île des Miam-nimaux : Tempête de boulettes géantes 2
- 2014 : La Grande Aventure Lego[53]
- 2014 : Clochette et la Fée Pirate[54]
- 2014 : Rio 2[55]
- 2014 : Planes 2[56]
- 2014 : Fée maison (court-métrage)
- 2014 : Toy Story : Hors du temps[57] (court-métrage)
- 2014 : Astérix : Le Domaine des dieux[58] (avec Alexandre Astier)
- 2015 : Clochette et la Créature légendaire[59]
- 2015 : Hôtel Transylvanie 2[60]
- 2015 : La Reine des neiges : Une fête givrée
- 2016 : Kung Fu Panda 3
- 2016 : Angry Birds, le film (avec Valérie Siclay)
- 2016 : Vaiana : La Légende du bout du monde[61]
- 2017 : Parti à la pêche[62] (court-métrage)
- 2017 : Lego Batman, le film[63]
- 2017 : Les Schtroumpfs et le Village perdu
- 2017 : Le Monde secret des Emojis
- 2017 : Puppy! (court-métrage)
- 2017 : L'Étoile de Noël
- 2017 : Ferdinand
- 2018 : Cro Man
- 2018 : Les Indestructibles 2
- 2018 : Destination Pékin !
- 2019 : La Grande Aventure Lego 2
- 2019 : Toy Story 4
- 2019 : Angry Birds : Copains comme cochons
- 2019 : La Reine des neiges 2
- 2020 : SamSam
- 2020 : La Famille Willoughby
- 2020 : Les Croods 2 : Une Nouvelle ère
- 2021 : Le Tour du monde en quatre-vingt jours[64]
- 2021 : Pil
- 2022 : L'Âge de glace : Les Aventures de Buck Wild
- 2022 : Alerte rouge
- 2022 : Avalonia, l'étrange voyage (avec Laura Préjean)
- 2023 : Pattie et la Colère de Poséidon
- 2023 : Les As de la jungle 2 : Opération tour du monde
- 2023 : Leo
- 2023 : Wish, Asha et la bonne étoile
- 2023 : Spy × Family Code: White
- 2024 : Kung Fu Panda 4
- 2024 : Garfield : Héros malgré lui
- 2024 : Le Seigneur des anneaux : La Guerre des Rohirrim
- 2025 : Elio
- 2025 : Falcon Express
- 2025 : Les Schtroumpfs, le film (avec Valérie Siclay)

#### Téléfilms
- 1998 : Miracle à minuit[65]
- 2003 : Éloïse, déluge au Plaza[66]
- 2004 : Les Aventures de Flynn Carson : Le Mystère de la lance sacrée
- 2005 : Felicity : Une jeune fille indépendante[67]
- 2010 : Il suffit d'un premier pas[68]
- 2011 : Les As de la jungle : Opération banquise[69]
- 2014 : Un Noël de princesse[70]
- 2018 : La Gourmandise de Noël[71]

#### Séries télévisées
- 1999-2002 : Felicity[72]
- 1999-2003 : Dawson[72] (avec Barbara Delsol)
- 2005 : La Star de la famille[72] (deuxième partie de la saison 2 seulement)
- 2005-2007 : Close to Home : Juste Cause[72]
- 2006-2007 : What About Brian[72]
- 2007-2008 : Dirty Sexy Money[72]
- 2007-2013 : Private Practice[72]
- 2011-2012 : Pan Am[72]
- 2011-2017 : Episodes[72]
- 2012-2014 : Dallas[72]
- 2013 : Un flic d'exception[73]
- 2014-2016 : Les Mystères de Laura[74]
- 2016-2017 : Divorce (saison 1)
- 2016-2018 : Angie Tribeca
- 2020 : Téhéran (saison 1)
- depuis 2020 : The Flight Attendant
- 2021 : Génération 56k[75]
- 2021 : Halson (mini-série)
- depuis 2021 : Foundation
- depuis 2022 : Reacher (avec Mathias Kozlowski en saison 3)
- 2023 : Daisy Jones and The Six (mini-série)
- 2023 : Citadel
- 2023 : The Crowded Room (mini-série, avec Céline Ronté)
- 2023 : The Changeling (en) (avec Valérie Siclay)
- 2024 : Manhunt (en) (mini-série)
- 2024 : Le Tatoueur d'Auschwitz
- 2024 : Knuckles (mini-série, avec Hervé Rey)
- 2024 : Citadel : Diana
- 2024 : Citadel : Honey Bunny

#### Séries d'animation
- 1999-2001 : La Cour de récré (avec Sophie Deschaumes et Claire Guyot)
- 2001-2003 : Tous en boîte
- 2001-2003 : La Légende de Tarzan (avec Nathalie Raimbault)
- 2003 : Les Aventures de Petit Ours brun[76]
- 2003-2006 : Lilo et Stitch, la série (avec Valérie Siclay)
- 2006-2008 : Kuzco, un empereur à l'école
- 2007 / 2010 / 2024 : SamSam (avec Valérie Siclay (saison 1) puis Jean-François Kopf (saison 2)[77])
- 2011 : Les As de la jungle en direct[78]
- 2012-2016 : Pierre Lapin
- 2013-2020 : Les As de la jungle à la rescousse ![79]
- 2015-2017 : Les Croods : Origines[80]
- 2017-2020 : Raiponce, la série
- 2017-2021 : Mickey et ses amis : Top Départ !
- 2018-2019 : Kung Fu Panda : Les Pattes du destin (avec Vanina Pradier et Alexis Manuel)
- 2020-2022 : Le Monde Merveilleux de Mickey (avec Vanina Pradier)
- 2020-2022 : Madagascar : La Savane en délire (en) (avec Valérie Siclay)
- 2021 : Comment rester à la maison avec Dingo (en)
- 2021 : Bienvenue chez Doug (en)
- 2022 : Cars : Sur la route
- 2024 : Goldorak U (it)

#### Émission
- 2022 : Harry Potter : Retour à Poudlard

### Adaptation
Films
- 2017 : Rivales

## Voix off

### Autres
- Voix off de la chaine télévisée Boomerang

### Publicités
- Catisfaction